# Arenaria muralis
Arenaria muralis är en nejlikväxtart som först beskrevs av Heinrich Friedrich Link, och fick sitt nu gällande namn av Sprengel. Arenaria muralis ingår i släktet narvar, och familjen nejlikväxter. Inga underarter finns listade i Catalogue of Life.